# Kelpen-Oler
Kelpen-Oler – miejscowość w gminie Leudal w prowincji Limburgia w Holandii. Miejscowość zamieszkuje 1170 osób. Kelpen-Oler należy do rzymskokatolickiej diecezji Roermond w archidiecezji Utrecht. Z miejscowością związanych jest dwóch holenderskich architektów: Jos Cuypers i Pierre Cuypers (młodszy). 